# Margaromma funestum
Margaromma funestum là một loài nhện trong họ Salticidae.
Loài này thuộc chi Margaromma. Margaromma funestum được Eugen von Keyserling miêu tả năm 1882.